# Vretaån
Vretaån är ett vattendrag och ett naturreservat i Nyköpings kommun i Södermanlands län.
Reservatet är naturskyddat sedan 2005 och är 36 hektar stort. Reservatet omfattar en meandrande å och dess närmaste omgivning med lövskog och sumpskog. Ramunds bäck är ett tillflöde till ån och har inrättats som ett separat naturreservat.